# Максимов Юрій Леонідович
Юрій Леонідович Максимов (біл. Юрый Леанідавіч Максімаў; нар. 2 серпня 1925, Ульяновськ, РРФСР) — білоруський учений в області тваринництва. Доктор біологічних наук (1970), професор (1979). Заслужений діяч науки Республіки Білорусь (1995).

## Біографія
Закsнчив Ульяновський сільськогосподарський інститут в 1950 році. З 1973 року в Білоруській сільськогосподарській академії (у 1981-1984 рр. проректор, до 1995 р. завідувач кафедри). Наукові роботи з біології відтворення, штучного запліднення та розведення сільськогосподарських тварин. Розробив наукове обґрунтування підбору пар тварин для отримання ефекту гетерозису, імунологічні методи тестування сполучуваності виробників.

## Основні публікації
- Влияние окисленного жира и антиоксидантов на продуктивность и воспроизводительные функции сельскохозяйственных животных. — Горки,1983 (разам з Н. І. Максімавай).
- Прогнозирование сочетаемости родительских пар при индивидуальном подборе //Доклады ВАСХНИЛ. — 1990. — № 12.
- Повышение эффективности использования черно-пестрого скота. — Мн.: Ураджай,1984.